# Maco
Maco è una municipalità di seconda classe delle Filippine, situata nella Provincia di Davao de Oro, nella Regione del Davao.
Maco è formata da 37 baranggay:
- Anibongan
- Anislagan
- Binuangan
- Bucana
- Calabcab
- Concepcion
- Dumlan
- Elizalde (Somil)
- Gubatan
- Hijo
- Kinuban
- Langgam
- Lapu-lapu
- Libay-libay
- Limbo
- Lumatab
- Magangit
- Mainit
- Malamodao

- Manipongol
- Mapaang
- Masara
- New Asturias
- New Barili
- New Leyte
- New Visayas
- Panangan
- Pangi (Gaudencio Antonio)
- Panibasan
- Panoraon
- Poblacion
- San Juan
- San Roque
- Sangab
- Tagbaros
- Taglawig
- Teresa